# Semjon Gluzman
Semjon Fišelevič Gluzman (rusky Семён Фи́шелевич Глу́зман; narozený 10. září 1946 v Kyjevě, Ukrajinská SSR, Sovětský svaz) je ukrajinský psychiatr, sovětský disident a bývalý politický vězeň. Narodil se v rodině lékařů a po absolvování Kyjevského lékařského institutu (1970) pracoval v Žytomyrské psychiatrické nemocnici. Strávil sedm let v pracovním lágru a další tři roky ve vyhnanství na Sibiři za odmítnutí přiznat psychiatrickou diagnózu generálu Grigorenkovi jen proto, že se postavil na stranu krymských Tatarů a proti okupaci Československa.

## Publikace
- Semyon Gluzman. On Soviet totalitarian psychiatry. Amsterdam : International Association on the Political Use of Psychiatry, 1989